# Daedeokje
Daedeokje (tiếng Hàn Quốc: 대덕제) là một lễ hội thường niên được tổ chức tại thành phố Daegu, quận Nam-gu, Hàn Quốc. Lễ hội được tổ chức vào tháng May, bao gồm sự kết hợp đại hội thể thao, nhạc cổ điển Triều Tiên và văn hoá phương tây, nghệ thuật sắp đặt, biểu diễn guitar,...